# Iatar-Ami
Iatar-Ami (Yatar-Ami) foi um rei de Carquemis que pode ter reinado, segundo sugerido pelos historiadores, entre 1766 e 1 764 a.C.. Filho de Aplacanda, gozou dum breve reinado de apenas dois anos antes de ser sucedido por seu irmão Iadul-Lim. Ele é conhecido por ter continuado o lucrativo comércio de lenha com Mari.